# 上頜神經
在神经解剖学中，上颌神经( V 2 ) 是三叉神经或第五顱神經的三个分支之一。它涵蓋上颌骨、鼻腔、鼻窦、上颚的觸覺神經支，亦供應中面部的觸覺功能， 上頜神經通過圓孔(Foramen Rotundum)離開顱骨。其位置介于眼神经和下颌神经之间，確切而言，眼神經通過眶上裂(supra-orbital fissure)離開顱骨，而下頜神經通過卵圓孔(Foramen Ovale)離開顱骨。 

## 结构
它始于三叉神经节的中部，呈扁平的丛状带，然后穿过海绵窦的外侧壁。它通过圆形孔离开颅骨，在那里它变得更圆柱形，质地更坚固。离开圆孔后，它向翼腭神经节发出两个分支。然后越过翼腭窝，在上颌骨后侧向外侧倾斜，经眶下裂进入眼眶。然后它在眼眶底部向前移动，首先在眶下沟中，然后在眶下骨膜外的眶下管中。然后它通过眶下孔出现在面部，并通过分为下眼睑、侧鼻和上唇分支而终止。神经伴有上颌动脉（第三部分）的眶下支和伴行静脉。

### 分支
它的分支可分为四组，这取决于它们分支的位置：颅骨、翼腭窝、眶下管或面部。

#### 在颅骨的分支
- 脑膜中的脑膜中神经

#### 从翼腭窝的分支
- 颧神经，分爲zygomaticotemporal nerve和 zygomaticofacial nerve，穿过眶下裂
- 鼻腭神经，穿过蝶腭孔
- 后上牙槽神经
- 大腭神经和小腭神经
- 咽神经

#### 在眶下管的分支
- 中上牙槽神经
- 前上牙槽神经
- 眶下神经

#### 在脸上
- 下睑神经
- 上唇神经
- 侧鼻神经

## 功能
上颌神经向面部发出皮肤分支。它还携带进出翼腭神经节的副交感神经节前纤维（蝶腭）和节后纤维（颧骨、大腭和小腭以及鼻腭）。

### 書本
1. Monkhouse, Stanley. . Cambridge. 2006. ISBN 0-521-61537-2.

- Feneis, Heinz; Dauber, Wolfgang.  5th. Thieme. 2007: 400–401.